# カレン・クィンラン
カレン・アン・クインラン（Karen Ann Quinlan, 1954年3月29日－1985年6月11日）は死ぬ権利を考える上で重要な人物である。彼女の事件、いわゆるカレン・クインラン事件により、生命倫理学、安楽死、法的後見人、そして市民の権利、プライバシー権について見直された。

## 事件
1975年4月、クインランは彼女の買ったドレスが着られるようになるために、激しいダイエットを行っていた。4月15日、およそ48時間の間に数切れのパン以外に何も食べずにいたまま、友人のパーティーに出席した。アルコールと精神安定剤ヴァリウムを飲んだあと、クインランはめまいを感じたため友人のベッドで横になった。しばらくのち、意識を失い呼吸をしていない彼女がパーティーの出席者によって発見された。彼女は長時間の呼吸不全に陥ったことによって脳に回復不能な損傷を受け、その後病院で人工呼吸器を取り付けられた。彼女が呼吸不全となった正確な原因は明らかになっていないが、彼女の母親が医師から聞いた話では、おそらく眠りに落ちたか気絶したあと嘔吐物によって窒息したのではないか、ということである。
彼女の両親は人工呼吸器を取り外すことを望んだが、病院側はこれを拒否した。1976年、クインランの家族はニュージャージー州の最高裁判所にこの件を持ち込み、判決により訴えは認められた。驚くべきことに、人工呼吸器が外されたあとも彼女は自力で呼吸を続け、人工栄養によってさらに9年間生き永らえた。植物状態のまま生き続け、1985年に肺炎で死亡した。

## 関連する事例
- 東海大学安楽死事件
- トニー・ブランド事件
- エリザベス・ブービア事件
- ナンシー・クルーザン事件

## 安楽死・尊厳死に関する法律の例
- 自然死法 - アメリカ合衆国カリフォルニア州
- 尊厳死法 - アメリカ合衆国オレゴン州
- 安楽死容認法 - ベルギー